# LET'S PARTY!/23
「LET'S PARTY!／23」は、青山テルマの11作目のシングル。2010年10月27日リリース。

## 収録内容
1. LET’S PARTY! 
（作詞・作曲：青山テルマ / 編曲：Shingo.S）
2. 23 
（作詞・作曲：青山テルマ / 編曲：Shingo.S）
3. IT’S BREAKOUT 
（作詞：HUM / 作曲：アンディ・コーネル）
4. LET’S PARTY! (Instrumental)
5. 23 (Instrumental)